# Stephen Lewis (Politiker)

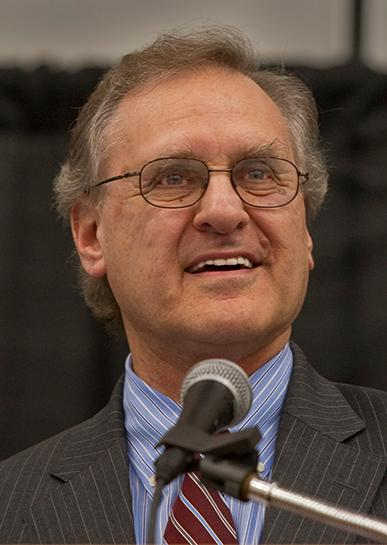
Stephen Lewis (2009)

Stephen Henry Lewis (* 11. November 1937 in Ottawa) ist ein kanadischer Politiker und Diplomat. Von 2001 bis 2006 war er UN-Sondergesandter für HIV/AIDS. Von 1984 bis 1988 war er Ständiger Vertreter Kanadas bei den Vereinten Nationen. Zwischen 1970 und 1978 war er Vorsitzender der Ontario New Democratic Party. Von 1963 bis 1978 war er Abgeordneter der Legislativversammlung von Ontario für den Wahlkreis Scarborough Westen.

## Frühes Leben
Stephen Lewis wurde am 11. November 1937 in Ottawa, Ontario, als Sohn von David Lewis geboren. Er besuchte die Schule in Toronto. 1956 begann er sein Studium an der University of Toronto. 1956 war Lewis Mitglied des Debattierclubs der Universität Toronto und debattierte 1957 gegen den amerikanischen Senator und späteren Präsidenten John F. Kennedy. Während seines Studiums verbrachte er auch ein Jahr an der University of British Columbia.

## Politische Karriere
In den 1960er Jahren verließ er die Universität und nahm eine Stelle als Angestellter bei der Sozialistischen Internationale an. Nach der Teilnahme an einer Konferenz der Sozialistischen Internationale in Ghana unterrichtete er über ein Jahr lang in verschiedenen Teilen Afrikas.
Tommy Douglas ermutigte ihn, nach Kanada zurückzukehren. 1963 wurde er im Alter von 26 Jahren als Mitglied der Ontario New Democratic Party für den Wahlkreis Scarborough Westen in die Legislativversammlung von Ontario gewählt. Er wurde bei den Provinzwahlen 1967, 1971, 1975 und 1977 wiedergewählt.
Nachdem Donald C. MacDonald 1970 als Parteivorsitzender zurückgetreten war, kandidierte Lewis für den Vorsitz. Beim Parteitag erhielt er 64,18 % der Stimmen und besiegte der Abgeordneter der Legislativversammlung von Ontario Walter Pitman, um Parteivorsitzender zu werden. Lewis führte die Partei bei den Provinzwahlen in Ontario 1971, 1975 und 1977 an. 1974 unterstützte er einen Wilder Streik der Uranbergarbeiter in Elliot Lake. Die Bergleute forderten höhere Löhne und einen besseren Schutz vor Krebs. Er sprach sich außerdem für einen stärkeren Schutz der Mieter aus. 1978 trat Lewis als Parteivorsitzender zurück und wurde von Michael Cassidy abgelöst. In den späten 1970er und frühen 1980er Jahren arbeitete er als politischer Kommentator im Fernsehen und Radio.

## Spätere Karriere
1984 wurde Lewis von Premierminister Brian Mulroney zum Ständiger Vertreter Kanadas bei den Vereinten Nationen ernannt, Nachfolger von Gérard Pelletier. 1988 wurde er von Yves Fortier abgelöst. Von 1995 bis 1999 war Lewis stellvertretender Direktor von UNICEF. Anschließend war er von 2001 bis 2006 UN-Sondergesandter für HIV/AIDS. Im Jahr 2003 wurde er zum Companion of the Order of Canada ernannt. Im selben Jahr gründete er auch die Stephen Lewis Foundation, um Geld für die HIV/AIDS-Bekämpfung zu sammeln. Die Stiftung leitete eine nationale Spendenkampagne mit Jack Layton, Duff Gibson und k-os. 2006 wurde er Professor an der University of Toronto und der McMaster University. In einem Forbes Artikel aus dem Jahr 2010 bezeichnete Eve Ensler Lewis als den einflussreichsten männlichen Feministen der Welt. Im Jahr 2018 wurde bei ihm Magenkarzinom diagnostiziert.

## Familie
Stephen Lewis ist ein Mitglied der politischen Familie Lewis in Kanada. Sein Großvater Moishe Lewis war politischer Aktivist im Allgemeiner Jüdischer Arbeiterbund und im Jüdisches Arbeiterkomitee. Sein Vater David Lewis war von 1971 bis 1975 Vorsitzender der Neue Demokratische Partei. Sein Sohn Avi Lewis ist Filmemacher und Medienmoderator. Avi Lewis war Kandidat der Neue Demokratische Partei in der Kanadische Unterhauswahl 2021 und 2025. Stephen Lewis ist mit der Journalistin Michele Landsberg verheiratet. Er ist außerdem der Schwager von Daniel Libeskind und der Schwiegervater von Naomi Klein.